# Гроссето (футбольный клуб)
«Гроссето» (итал. US Grosseto FC SRL) — итальянский футбольный клуб из города Гроссето, выступающий в Высшем дивизионе Профессиональной лиги (итал. Lega Pro Prima Divisione) . Основан в 1912 году. Домашние матчи проводит на стадионе «Карло Дзеккини», вмещающем 10 200 зрителей.

## История
В сезоне 2006-07 клуб выиграл Серию C1/A, завоевав право выступать в Серии B
В сезоне 2007—2008 Гроссето занимает 13 место Серия В
В сезоне 2008—2009 Грифоны умудраются достичь невероятного, для себя, успеха заняв 6-е место, дающие право на борьбу в плей-офф за выход в Серию А, где уступил Ливорно в полуфинале 2:0,1:4.

## Достижения
Серия C1: (1)
- Победитель: 2006-07

Суперкубок Серии C1: (1)
- Обладатель: 2006-07

Серия C2: (1)
- Победитель: 2003-04

Серия D: (3)
- Победитель: 1960-61, 1972-73, 1994-95
- 2-е место: 2001-02

## Сезоны
- 1995 год Зачислен в региональную лигу Гроссето,Тоскана.
- 1995-96 15-е место в группе А региональной лиги Тосканы (Eccelenzze Toskana), понижение в квалификационный турнир Тосканы (Promozione Toskana).
- 1996-97 1-е место в квалификационном турнире Тосканы (Promozione Toskana), переведен в региональную лигу Тосканы (Eccelenzze Toskana).
- 1997-98 2 место группе А региональной лиги Тосканы, победа в финале плей-офф над Ренато Кури. Приобретает статус клуба Национальной Лиги Любителей(CND).
- 1998-99 3-е место в группе F (CND).
- 1999-00 7-е место в группе Е (CND).
- 2000-01 3-е место в группе Е,Серии D.
- 2001-02 2-е место в группе F,Серии D,переведен в Серию С2.
- 2002-03 4-е место в группе В,Серии С2.Поражение в полуфинале плей-офф от Римини.
- 2003-04 1-е место в группе А, Серии С2.Переведен в Серию С1.
- 2004-05 4-е место в группе А,Серии С1. Поражение в полуфинале плей-офф от Павии.
- 2005-06 4-е место в группе В,Серии С1. Поражение в финале плей-офф от Фрозиноне.
- 2006-07 1-е место в Серии С1,плюс завоевание Суперкубка Серии С.Переведен в Серию В.
- 2007-08 13-е место в Серии В.
- 2008-09 6-е место в Серии В.Поражение в полуфинале плей-офф от Ливорно.
- 2009-10 7-е место в Серии В.
- 2010-11 15-е место в Серии В.
- 2011-12 14-е место в Серии В.
- 2012-13 22-е место в Серии В. Вылет в Высший дивизион профессиональной лиги.(Lega Pro Prime Divisione).

## Состав
| №  |             | Поз. | Имя                    | Год рождения |
| -- | ----------- | ---- | ---------------------- | ------------ |
| 1  | Флаг Италии | Вр   | Давид Барози           | 2000         |
| 2  | Флаг Италии | Защ  | Алессандро Раймо       | 1999         |
| 3  | Флаг Италии | Защ  | Франческо Семераро     | 2001         |
| 4  | Флаг Италии | ПЗ   | Риккардо Кретелла      | 1994         |
| 5  | Флаг Италии | Защ  | Андре Чиолли (капитан) | 1989         |
| 6  | Флаг Италии | Защ  | Маттео Горелли         | 1991         |
| 7  | Флаг Италии | ПЗ   | Федерико Маригосу      | 2001         |
| 8  | Флаг Италии | Вр   | Даниэль Лаццари        | 1997         |
| 9  | Флаг Италии | Нап  | Филиппо Москати        | 1992         |
| 11 | Флаг Италии | Нап  | Федерико Скаффиди      | 2001         |
| 12 | Флаг Италии | Вр   | Франческо Ди Бонито    | 2004         |
| 14 | Флаг Италии | ПЗ   | Джанлука Пикколи       | 1997         |
| 16 | Флаг Италии | Защ  | Маттео Сальви          | 1999         |

| №  |               | Поз. | Имя                | Год рождения |
| -- | ------------- | ---- | ------------------ | ------------ |
| 19 | Флаг Италии   | Защ  | Джакомо Синьега    | 2001         |
| 21 | Флаг Италии   | Нап  | Давид Аррас        | 1998         |
| 22 | Флаг Италии   | Вр   | Маттиа Фаллани     | 2001         |
| 25 | Флаг Италии   | ПЗ   | Федерико Артиоли   | 2001         |
| 26 | Флаг Италии   | ПЗ   | Джованни Перелла   | 2003         |
| 29 | Флаг Италии   | Защ  | Мануэль Тибери     | 2003         |
| 30 | Флаг Италии   | Нап  | Филиппо Боккарди   | 1997         |
| 54 | Флаг Италии   | Защ  | Мануэль Перетти    | 2000         |
| 65 | Флаг Италии   | ПЗ   | Микель Бруццо      | 1999         |
| 66 | Флаг Нигерии  | ПЗ   | Марио Рабиу        | 2000         |
| 70 | Флаг Италии   | ПЗ   | Эдоардо Сапорити   | 2001         |
| 71 | Флаг Бразилии | Нап  | Луан Каппани       | 2000         |
| 77 | Флаг Италии   | Защ  | Джованни Маучери   | 1999         |
| 99 | Флаг Италии   | Нап  | Мануэль Ноччиолини | 1989         |

### Игроки в аренде
| № |             | Поз. | Имя                                 | Год рождения |
| - | ----------- | ---- | ----------------------------------- | ------------ |
| — | Флаг Италии | ПЗ   | Элио Де Сильвестро (в «Юве Стабия») |              |

| № |             | Поз. | Имя                                     | Год рождения |
| - | ----------- | ---- | --------------------------------------- | ------------ |
| — | Флаг Италии | Нап  | Маттиа Биффини (в «Дженоа (до 19 лет)») |              |

## Тренерский штаб
- Тренер  Антонелло Куккуредду
- Второй Тренер  Джованни Джузеппе Ди Мельо
- Тренер по физподготовке  Клементе Труда
- Тренер Вратарей  Джордано Негретти

## Известные игроки
- Адриан Мадаски
- Мирко Пьери
- Анди Сельва
- Томас Пикльманн
- Андреа Лаццари
- Маурисио Пинилья

## Известные тренеры
- Джованни Галеоне
- Лучано Манчини
- Антонелло Куккуреду
- Массимилиано Аллегри
- Маурицио Сарри